# Paolo Martin

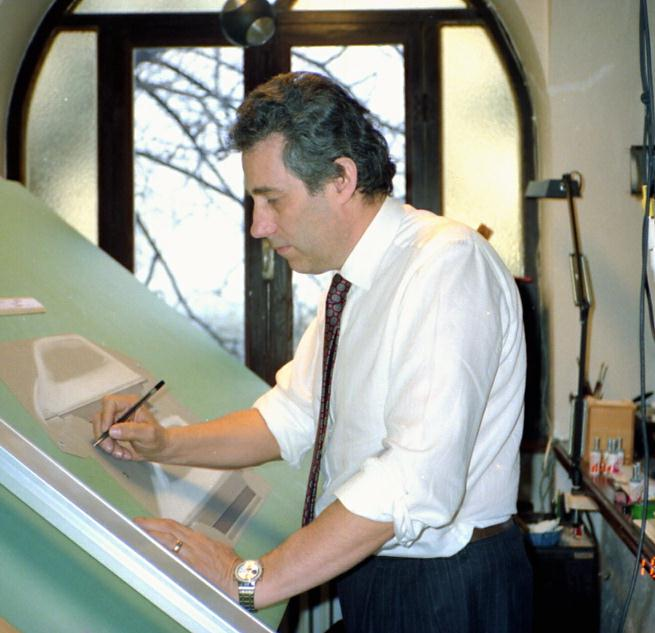
Paolo Martin 2000

Paolo Martin (* 7. Mai 1943 in Turin) ist ein italienischer Designer.

## Berufliche Entwicklung
Nach der Ausbildung in Turin begann Martin seine berufliche Laufbahn 1960 im Bereich des Automobildesigns im Studio von Giovanni Michelotti. Ab 1966 arbeitete er für Bertone, um bereits 1967 zu Pininfarina zu wechseln. In den folgenden fünf Jahren entwarf Martin – häufig in Zusammenarbeit mit Leonardo Fioravanti – eine Reihe herausragender, inzwischen klassischer Automobile, die mitunter bloße Stylingstudien waren, vielfach aber auch mit wenigen Änderungen in Serie, teilweise auch in Großserie produziert wurden. Von besonderer Bedeutung waren hier vor allem die Entwürfe des Fiat 130 Coupé und des Rolls-Royce Camargue. Martin bezeichnet heute den 1970 entstandenen Pininfarina Modulo als seinen gelungensten Entwurf.
Nach einer kurzen Zusammenarbeit mit der Carrozzeria Ghia 1971 ließ sich Martin 1972 als selbständiger Designer nieder. In den ersten Jahren entwarf er zahlreiche Motorräder für die zum Konzern de Tomaso gehörenden Marken Benelli und Moto Guzzi sowie für Gilera. Parallel entstanden weitere Entwürfe für Automobile, die vielfach Studien und Einzelstücke blieben. Martin entwirft heute neben Landfahrzeugen vor allem Boote und Gebrauchsgegenstände.

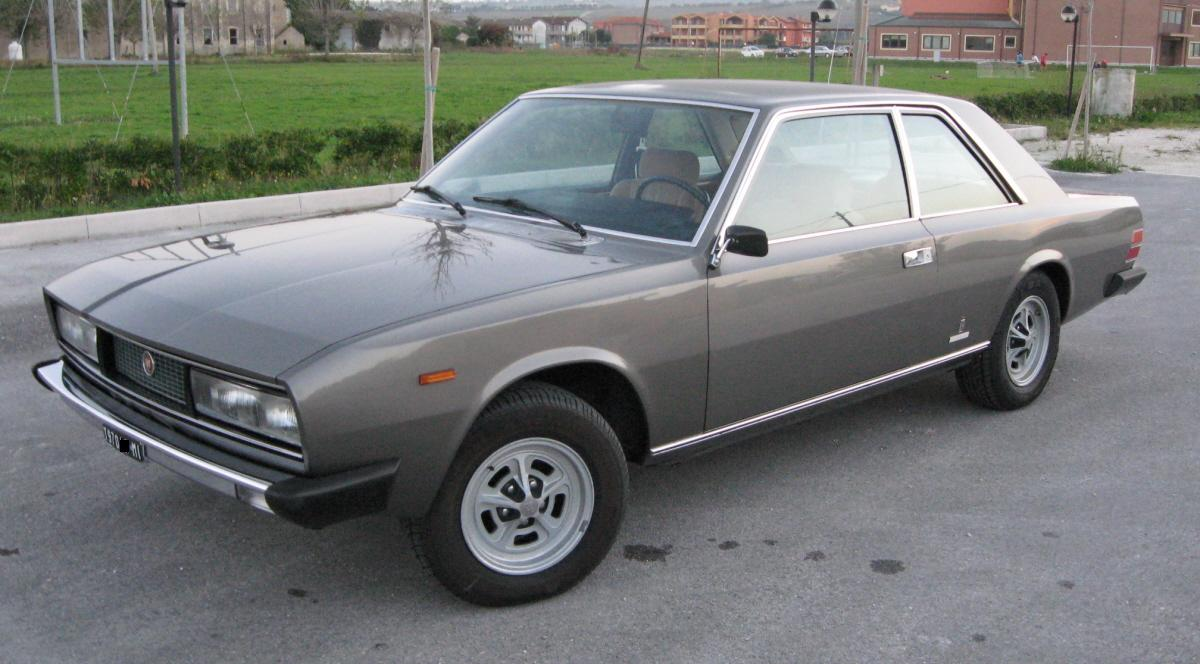
Fiat 130 Coupé

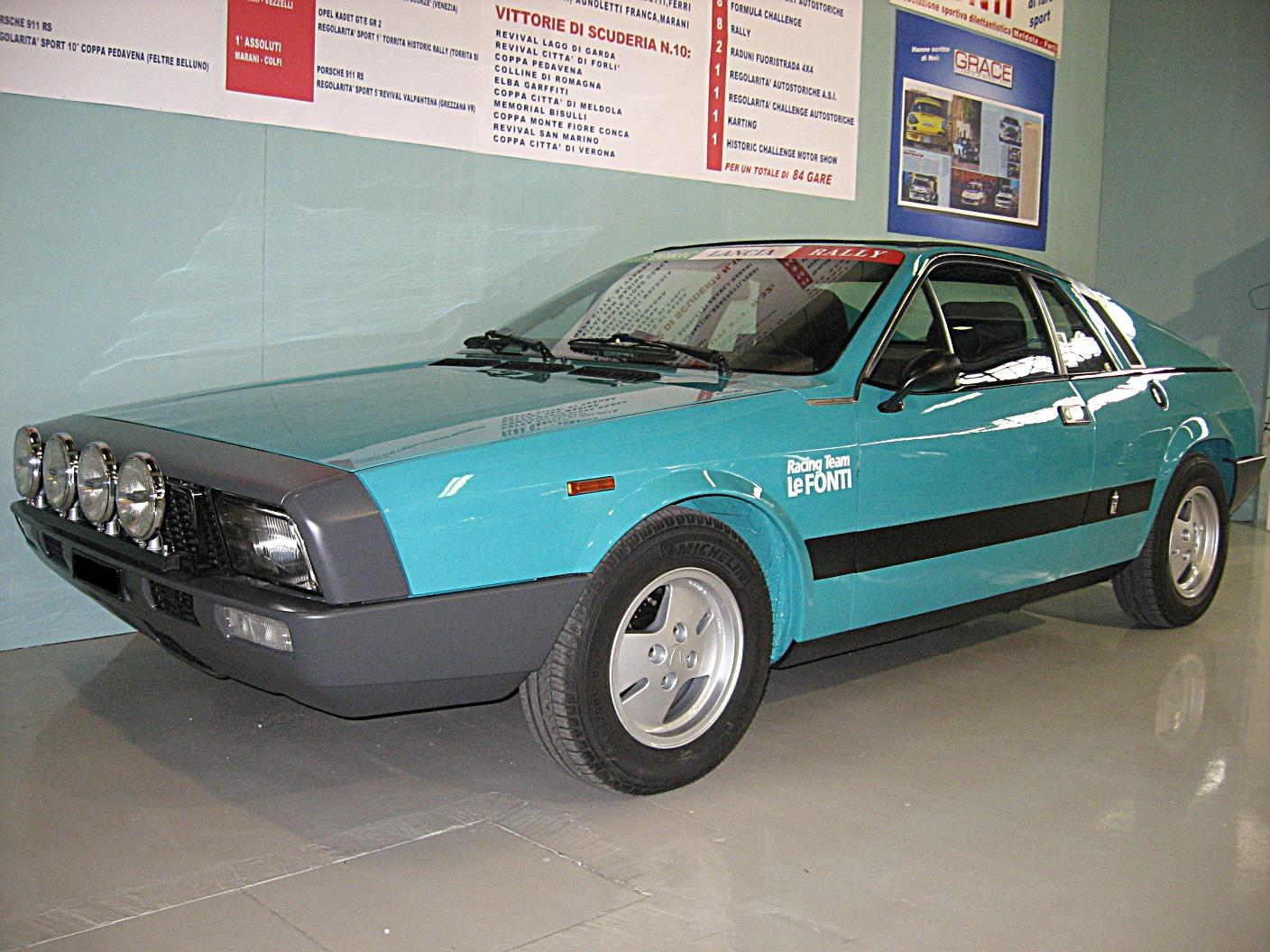
Lancia Beta Montecarlo

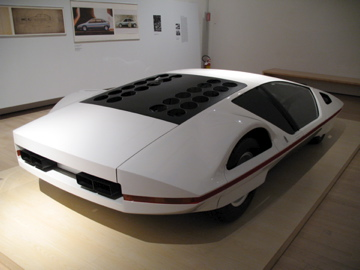
Pininfarina Ferrari Modulo

## Arbeiten (Automobile)
Die folgende Aufstellung gibt eine Übersicht über die wichtigsten Entwürfe Paolo Martins im Automobilbereich:

### Serienprodukte
- Triumph Spitfire (für Michelotti)
- Fiat 130 Coupé (Pininfarina)
- Lancia Beta Montecarlo (Pininfarina)
- Peugeot 104 (Pininfarina)
- Rolls-Royce Camargue (Pininfarina)
- Stutz IV-Porte und Stutz Royale (Paolo Martin)
- Fiat Freely Savio (Paolo Martin)

### Studien
- Alfa Romeo P33 Roadster (Pininfarina)
- BLMC 1100 Aerodynamica (Pininfarina)
- BLMC 1800 Aerodinamica (Pininfarina; Vorläufer des Citroën GS)
- Ferrari Sigma Grand Prix (Pininfarina)
- Ferrari Dino Berlinetta Competizione (Pinifarina)
- Ford Blue Car (Carrozzeria Ghia; Vorläufer des Ford Fiesta)
- NSU RO80 Pininfarina (Pininfarina)
- Pininfarina Modulo 512 (Pininfarina)
- K 2000 Coupé (Bonasea; Vorläufer des Lancia Kappa Coupé)